# Once Upon a Mind
Once Upon a Mind er det sjette studiealbum fra den britiske singer-songwriter James Blunt, der blev udgivet den 25. oktober 2019 via Atlantic Records.
Blunt har planlagt Once Upon a Mind Tour i 2021. En deluxe-version af albummet - Time Suspended Edition - blev udgivet den 26. juni 2020 med yderligere to demosange og seks akustiske numre.

## Spor
| 1.  | "The Truth"                       | Robson Mike Wise [b] |  |
| 2.  | "Cold"                            | Robson Wise [b]      |  |
| 3.  | "Champions"                       | Crew Priddy          |  |
| 4.  | "Monsters"                        | Hogarth              |  |
| 5.  | "Youngster"                       | TMS Klempner         |  |
| 6.  | "5 Miles"                         | TMS Matt Prime [b]   |  |
| 7.  | "How It Feels to Be Alive"        | Robson               |  |
| 8.  | "I Told You"                      | Crew                 |  |
| 9.  | "Halfway" (featuring Ward Thomas) | TMS                  |  |
| 10. | "Stop the Clock"                  | Robson               |  |
| 11. | "The Greatest"                    | Robson               |  |

| 12. | "Should I Give It All Up (demo)" |  |
| 13. | "Happier (demo)"                 |  |
| 14. | "The Truth (akustisk)"           |  |
| 15. | "Cold (akustisk)"                |  |
| 16. | "Champions (akustisk)"           |  |
| 17. | "Monsters (akustisk)"            |  |
| 18. | "5 Miles (akustisk)"             |  |
| 19. | "Halfway (akustisk)"             |  |

## Hitlister
| Chart (2019)                   | Peak position |
| ------------------------------ | ------------- |
| Australien (ARIA)              | 5             |
| Østrig (Ö3 Austria)            | 6             |
| Belgien (Ultratop Flanderen)   | 61            |
| Belgien (Ultratop Vallonien)   | 15            |
| Canadiske Albummer (Billboard) | 40            |
| Tjekkiet (ČNS IFPI)            | 44            |
| Holland (Album Top 100)        | 29            |
| French Albums (SNEP)           | 26            |
| Tyskland (Offizielle Top 100)  | 8             |
| Ungarn (MAHASZ)                | 4             |
| Irland (IRMA)                  | 38            |
| Italien (FIMI)                 | 31            |
| New Zealand (RIANZ)            | 16            |
| Portugal (AFP)                 | 47            |
| Skotland (OCC)                 |               |
| Spanien (PROMUSICAE)           | 34            |
| Schweiz (Schweizer Hitparade)  | 4             |
| Storbritannien (OCC)           | 3             |

| Hitliste (2019)                    | Placering |
| ---------------------------------- | --------- |
| French Albums (SNEP)               | 194       |
| Swiss Albums (Schweizer Hitparade) | 74        |